# Jesús Emilio Jaramillo Monsalve
Jesús Emilio Jaramillo Monsalve (ur. 16 lutego 1916 w Santo Domingo, zm. 2 października 1989 w Arauca) – kolumbijski duchowny katolicki, ordynariusz diecezji Arauca, błogosławiony Kościoła katolickiego.
Urodził się 16 lutego 1916 w stolicy Dominikany. W 1940 przyjął święcenia kapłańskie w Yarumalu. W listopadzie 1970 został mianowany przez Pawła VI biskupem-wikariuszem generalnym i sakrę przyjął w styczniu 1971. W 1984, gdy dotychczasowy wikariat stał się diecezją, Monsalve został jej pierwszym pasterzem.
2 października 1989 zginął śmiercią męczeńską z rąk bojówkarzy Armii Wyzwolenia Narodowego. Morderstwo zlecił ich przywódca Carlos Marin Guarin.
7 lipca 2017 papież Franciszek podpisał dekret uznający jego męczeństwo. 8 września 2017 podczas wizyty papieża w Kolumbii, razem z innym męczennikiem, Pedro Maríą Ramírez Ramosem został ogłoszony błogosławionym.